# Velatida
Ordre
Les Velatida sont un ordre  d'étoiles de mer.

## Description et caractéristiques
Cet ordre contient principalement des étoiles d'eaux profondes ou glaciales, avec une répartition souvent large. Leur silhouette est pentagonale ou en forme d'étoile, avec entre cinq et quinze bras. Leur squelette est peu développé, ce qui leur confère une bonne souplesse, et les nombreuses papilles qui couvrent leur face aborale (supérieure) leur permettent de respirer dans des eaux peu oxygénées. Leurs pédicellaires sont souvent pourvus de piquants. Les plus petites sont les Caymanostellidae (entre 0,5 et 3 cm) et les plus grosses les Pterasteridae (jusqu'à 30 cm).

## Liste des familles
Selon World Asteroidea Database du World Register of Marine Species (11 septembre 2013) :
- famille Caymanostellidae Belyaev, 1974 -- 3 genres, 7 espèces
- famille Korethrasteridae Danielssen & Koren, 1884 -- 3 genres, 9 espèces
- famille Myxasteridae Perrier, 1885 -- 4 genres, 11 espèces
- famille Pterasteridae Perrier, 1875 -- 8 genres, 118 espèces

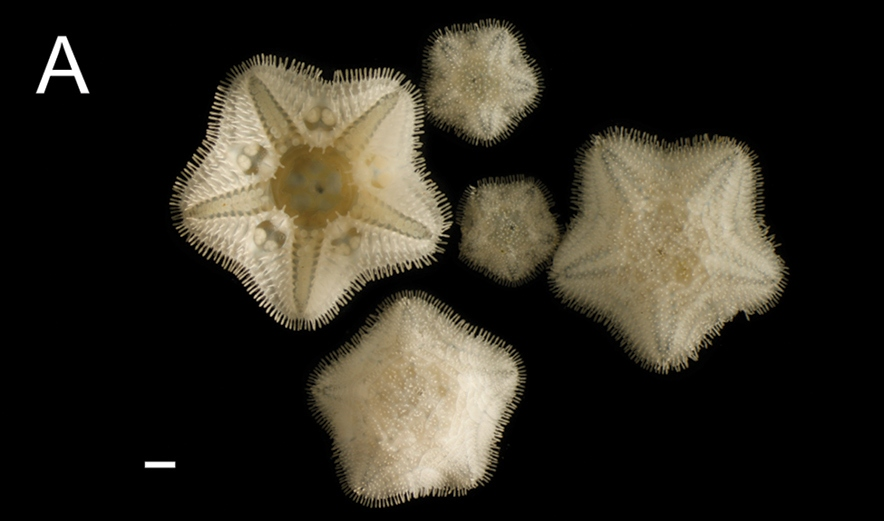
Caymanostella sp., une Caymanostellidae.
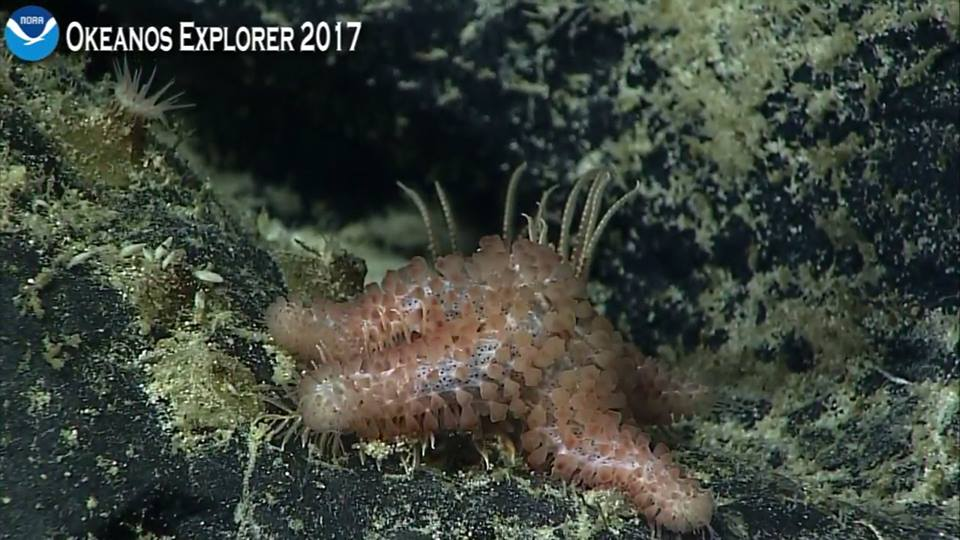
Peribolaster sp., une Korethrasteridae.
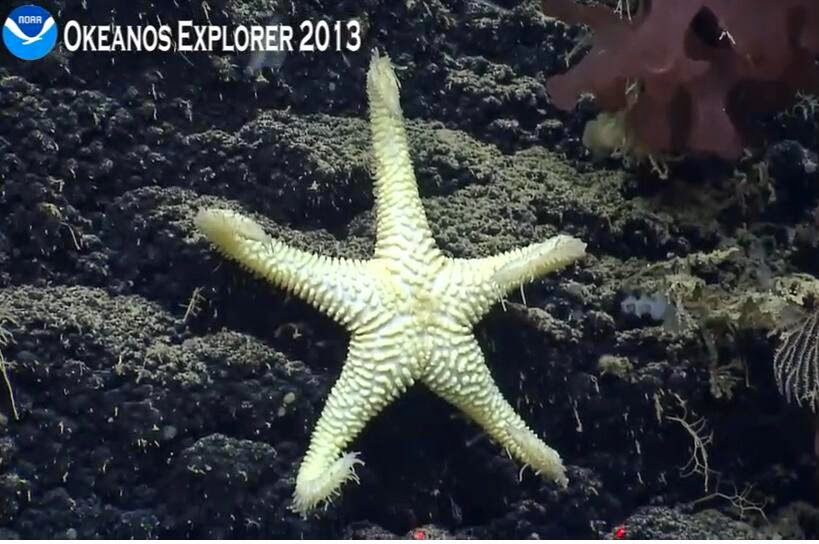
Pythonaster sp., une Myxasteridae.
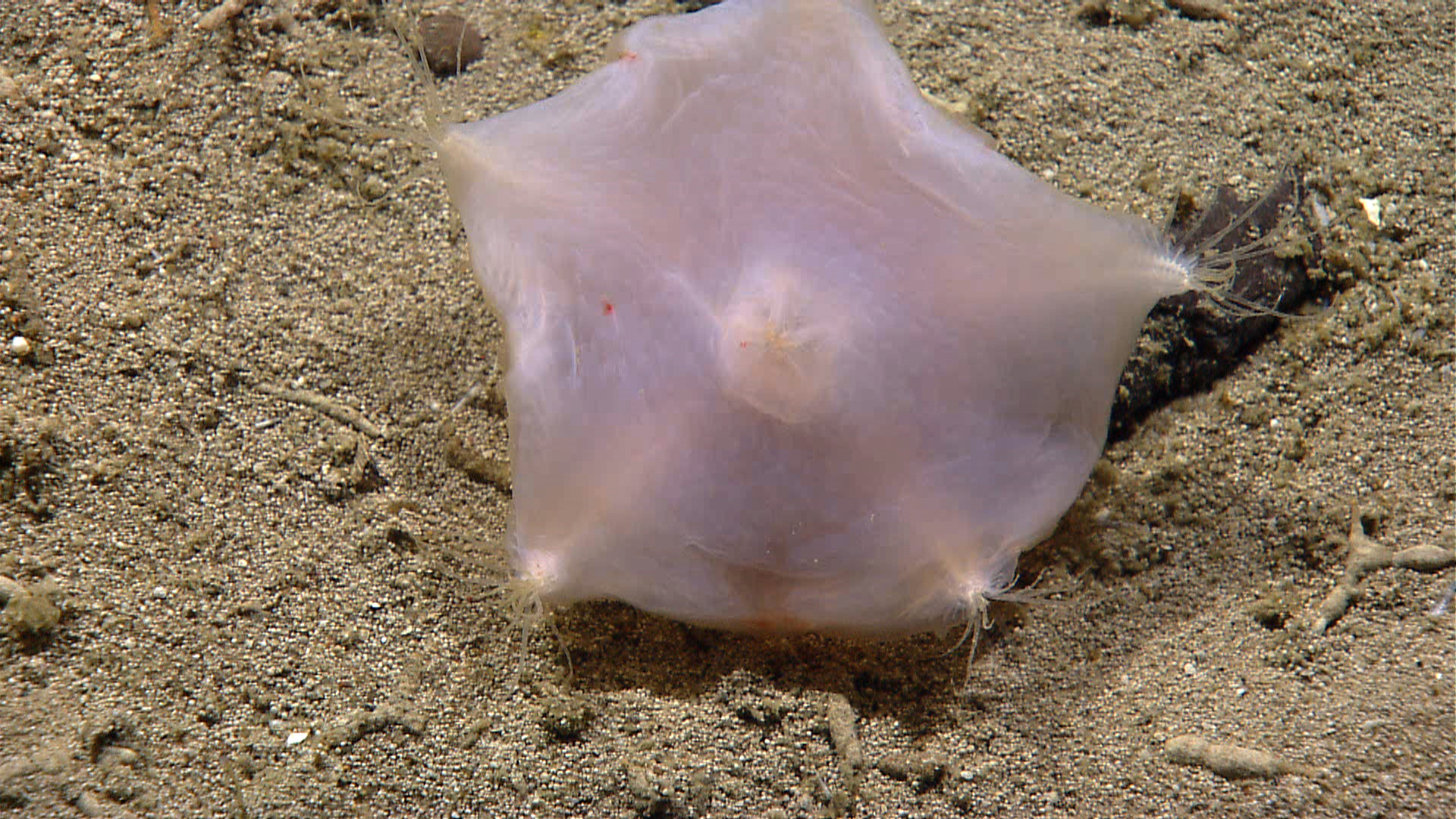
Hymenaster sp., une Pterasteridae.